# Lilly Marcou
Lilly Marcou (ur. 1936) – francuska historyk pochodzenia rumuńskiego, sowietolog. 

## Wybrane publikacje
- Napoléon face aux Juifs, Paris, Pygmalion, 2006.
- Les Héritiers, Pygmalion, 2004.
- Le Roi trahi, Carol II de Roumanie, Paris, Pygmalion, 2002.
- Des Partis comme les autres ? Les anciens communistes en Europe de l’Est, avec Guy Hermet, Bruxelles, Éditions Complexe, 1998.
- Le Crépuscule du communisme, Paris, Presses de Sciences Po, 1997.
- Staline. Vie privée, Paris, Calmann-Lévy, 1996.
- Elsa Triolet, les yeux et la mémoire, Paris, Plon, 1994.
- Ilya Ehrenbourg, un homme dans son siècle, Paris, Plon, 1992.
- Le Mouvement communiste international depuis 1945, Paris, PUF 1990.
- Les Défis de Gorbatchev, Paris, Plon, 1988.
- La Guerre froide, l'engrenage, Bruxelles, Éditions Complexe, 1987.
- Les Pieds d'argile, le communisme mondial au présent, 1970-1986, Paris, Ramsay, 1986.
- L'URSS vue de gauche (dir.), Paris, PUF, 1984.
- Une Enfance stalinienne, Paris, PUF, 1982.
- Staline vu par les hôtes du Kremlin, Paris, Gallimard, 1979.
- L'Internationale après Staline, Paris, Grasset, 1979.
- Le Kominform. Le communisme de guerre froide, Paris, Presses de Sciences-Po, 1977.

## Publikacje w języku polskim
- Życie prywatne Stalina, przeł. Maria Braunstein, Warszawa: "Iskry" 1999.